# Reblinko
Reblinko (kaszb. Nowé Roblino, niem. Neu Reblin) – wieś w Polsce położona w województwie pomorskim, w powiecie słupskim, w gminie Kobylnica na Równinie Słupskiej przy drodze krajowej nr 6.
W latach 1975–1998 miejscowość administracyjnie należała do województwa słupskiego.

## Nazwa
Nazwa jest tzw. chrztem nazewniczym i ma charakter pseudotopograficzny-relacyjny. Powstała przez zdrobnienie nazwy Reblino przy pomocy formantu -k-. Niemiecka nazwa Neu Reblin jest przeniesiona z nazwy sąsiedniej miejscowości Reblin „Reblino” z wyróżnikiem neu „nowy”.
Rada Języka Kaszubskiego proponuje kaszubską formę nazwy Reblëno.